# Haplostichanthus johnsonii
Haplostichanthus johnsonii är en kirimojaväxtart som beskrevs av Ferdinand von Mueller. Haplostichanthus johnsonii ingår i släktet Haplostichanthus och familjen kirimojaväxter. Inga underarter finns listade i Catalogue of Life.